# Fagopyrum pleioramosum
Fagopyrum pleioramosum är en slideväxtart som beskrevs av Ohnishi. Fagopyrum pleioramosum ingår i släktet boveten, och familjen slideväxter. Inga underarter finns listade i Catalogue of Life.